# Incidente di Bahia
L'incidente di Bahia fu una schermaglia navale della guerra di secessione americana.
Il fatto avvenne il 7 ottobre 1864 e fu un episodio controverso perché la marina dell'Unione catturò la nave confederata CSS Florida nel porto di Bahia, in Brasile. L'Impero del Brasile richiese un confronto diplomatico con gli Stati Uniti perché l'evento successe nelle acque territoriali di un paese neutrale, in violazione delle leggi internazionali.